# Yakuza eiga
Yakuza eiga (jap. ヤクザ映画 Yakuza eiga) – popularny japoński gatunek filmowy przedstawiający środowisko yakuzy, japońskiej mafii. 

## Najwybitniejsi aktorzy
- Noboru Ando
- Akira Kobayashi
- Joe Shishido
- Bunta Sugawara
- Ken Takakura
- Takeshi Kitano
- Susumu Terajima
- Ren Ōsugi

## Lista niektórych filmów z gatunku
- Pale Flower (Masahiro Shinoda, 1964)
- Tokyo Drifter (Seijun Suzuki, 1966)
- Sympathy for the Underdog (Kinji Fukasaku, 1971)
- Street Mobster (Kinji Fukasaku, 1972)
- Battles Without Honor and Humanity (Kinji Fukasaku, 1973)
- Jailbreak Hiroshima murder prisoner (Sadao Nakajima, 1974)
- The Yakuza (Sydney Pollack, 1975)
- Riot Shimane prison (Sadao Nakajima, 1975)
- Osaka blitzkrieg (Sadao Nakajima, 1976)
- Czarny deszcz (Ridley Scott, 1989)
- Boiling Point (Takeshi Kitano, 1990)
- Minbo (Juzo Itami, 1992)
- Sonatine (Takeshi Kitano, 1993)
- Kids Return (Takeshi Kitano, 1996)
- Postman Blues (Sabu, 1997)
- Dead or Alive (Takashi Miike, 1999)
- Brother (Takeshi Kitano, 2000)
- Ichi The Killer (Takashi Miike, 2001)
- Gozu (Takashi Miike, 2003)